# Gradišče (Kozje, Slovenija)
Gradišče je naselje u slovenskoj Općini Kozju. Gradišče se nalazi u pokrajini Štajerskoj i statističkoj regiji Savinjskoj. 

## Stanovništvo
Prema popisu stanovništva iz 2002. godine naselje je imalo 53 stanovnika.